# Joaquim Masmano Pardo
Joaquim Masmano Pardo (Bunyol, 9 de març de 1892 - Talavera de la Reina, setembre de 1936) fou un militant comunista català d'origen valencià.
Treballava de forner. Militant comunista de primera hora, fou fundador, en 1920, de la «Federación de Levante» del PCE juntament amb Hilari Arlandis i Joaquim Olaso i Piera. Per les seves activitats a finals d'octubre de 1924 fou detingut a Xiva de Bunyol i empresonat. A finals de la dictadura de Primo de Rivera es traslladà a Barcelona, i després de la proclamació de la Segona República Espanyola passà a formar part de la Federació Comunista Catalanobalear. L'agost de 1930 fou expulsat del PCE i ingressà en el Bloc Obrer i Camperol. Fou candidat d'aquest partit pel districte de Sants a les eleccions municipals del 13 d'abril de 1931 i a les eleccions generals de 28 de juny, però no fou escollit. Després d'escriure una carta a El Heraldo Obrero, mostrant-se partidari d'integrar el BOC en el PCE, fou expulsat del BOC l'agost de 1931. El 1932 es va integrar al Partit Comunista de Catalunya, del que en fou candidat per Barcelona a les eleccions al Parlament de Catalunya de 1932.
Va donar suport la revolta de l'Alt Llobregat de 1932 i fou deportat a Fuerteventura (Canàries) amb Buenaventura Durruti i Domingo Ascaso Abadía. Es va quedar a Canàries, on fou dirigent del Sindicat d'Empaquetadors i membre del comitè executiu de la Federació Obrera.
L'esclat de la guerra civil espanyola el va sorprendre a Canàries. Allí fou fet presoner i enviat amb 9 dirigents comunistes més a bord del vaixell Dómine cap a La Corunya, on hi arribà el 5 de setembre de 1936. Segons l'historiador Sergio Millares Cantero, els coneguts com a "Diez de Dómine" foren enviats a Vigo, on un grup de falangistes els va fer pujar a un tren fins a Talavera de la Reina. Allí, potser el 13 de setembre (no es coneix exactament la data) van ser assassinats i llançats al riu Tajo. Un dels presumptes assassins, José Ignacio Ojeda Martínez va enviar un telegrama al periòdic Hoy de Las Palmas de Gran Canària en el que deia: 
| « | Dels bandarres del Front Popular que ens van acompanyar els deixem anar al Tajo amb una unça de plom, doncs calia lliurar-se de males companyies | » |

L'execució extrajudicial fou reconeguda en 1937 per les autoritats judicials franquistes en la peça separada de la causa núm. 130 de 1936.
Pel que fa a la seva vida privada, va casar amb Josefa Ibáñez Lambies, coneguda com "La Tia Pepa", que es va presentar com a candidata a les Corts de la II República, i amb qui va tenir dues filles, Margarita (també militant comunista i membre de l'AMA) i Constància; i dos fills, Carlos i Joaquim (qui també militant del PCE, va arribar a ser alcalde de Bunyol en l'any 1979, prenent possessió del càrrec del 19 d'abril i deixant l'alcaldia, per problemes de salut, al desembre del mateix any).
Va ser el creador de la lletra de l'himne litrero, la música del qual és obra del mestre Díaz.